# Jess Glynne
Jessica Hannah Glynne, meglio conosciuta come Jess Glynne (Londra, 20 ottobre 1989), è una cantautrice britannica.
Premiata con l'ASCAP Vanguard Award e vincitrice del Grammy Award alla Miglior Registrazione Dance grazie a Rather Be, collaborazione col gruppo Clean Bandit nel 2014, è l'unica artista donna ad aver ottenuto sette prime posizioni nella classifica di singoli britannica. A oggi ha venduto più di 30 milioni di singoli e 3 milioni di album in tutto il mondo.
Ha avviato una carriera solista pubblicando nel 2015 l'album di debutto I Cry When I Laugh, che esordisce alla prima posizione della classifica britannica e nelle top ten di Australia, Italia e Irlanda, sostenuto dai singoli Hold My Hand e Don't Be So Hard on Yourself.
Nel 2018 pubblica il secondo album in studio, Always in Between, preceduto dai singoli I'll Be There, All I Am e Thursday. Grazie al successo ottenuto è stata nominata ai BRIT Award, MTV Europe Music Awards, Billboard Music Awards, vincendo tre Ivor Novello Awards.
Durante la carriera ha collaborato ad altri brani coi Clean Bandit, tra cui Real Love, con Macklemore e Rudimental nella hit These Days, con David Guetta, H.E.R., Jax Jones e Tinie Tempah. Ha inoltre composto e scritto testi per altri artisti tra cui i gruppi britannici Little Mix e Rudimental, Anne-Marie, Paloma Faith e Rita Ora.

## Biografia

### Infanzia ed esordi
Jessica Hannah Glynne è nata ad Hampstead e cresciuta al Muswell Hill, entrambi sobborghi a nord della città londinese. La cantante è nata da famiglia di origini ebree: il padre Laurence è un agente immobiliare e la madre Alexandra ha lavorato nell'industria musicale A&R; ha anche una sorella e un fratello maggiore.
Ha frequentato la Fortismere School e lavorato in boutique e centri fitness. Tali esperienze le hanno permesso la conoscenza dei suoi attuali collaboratori, tra i quali la cantautrice Jin Jin, che nel 2010 le permise di firmare il contratto con l'etichetta discografica Black Butter Records.
Dal 2013 è sotto contratto con Atlantic Records UK.

### 2013-2015: La svolta conRather BeeI Cry When I Laugh

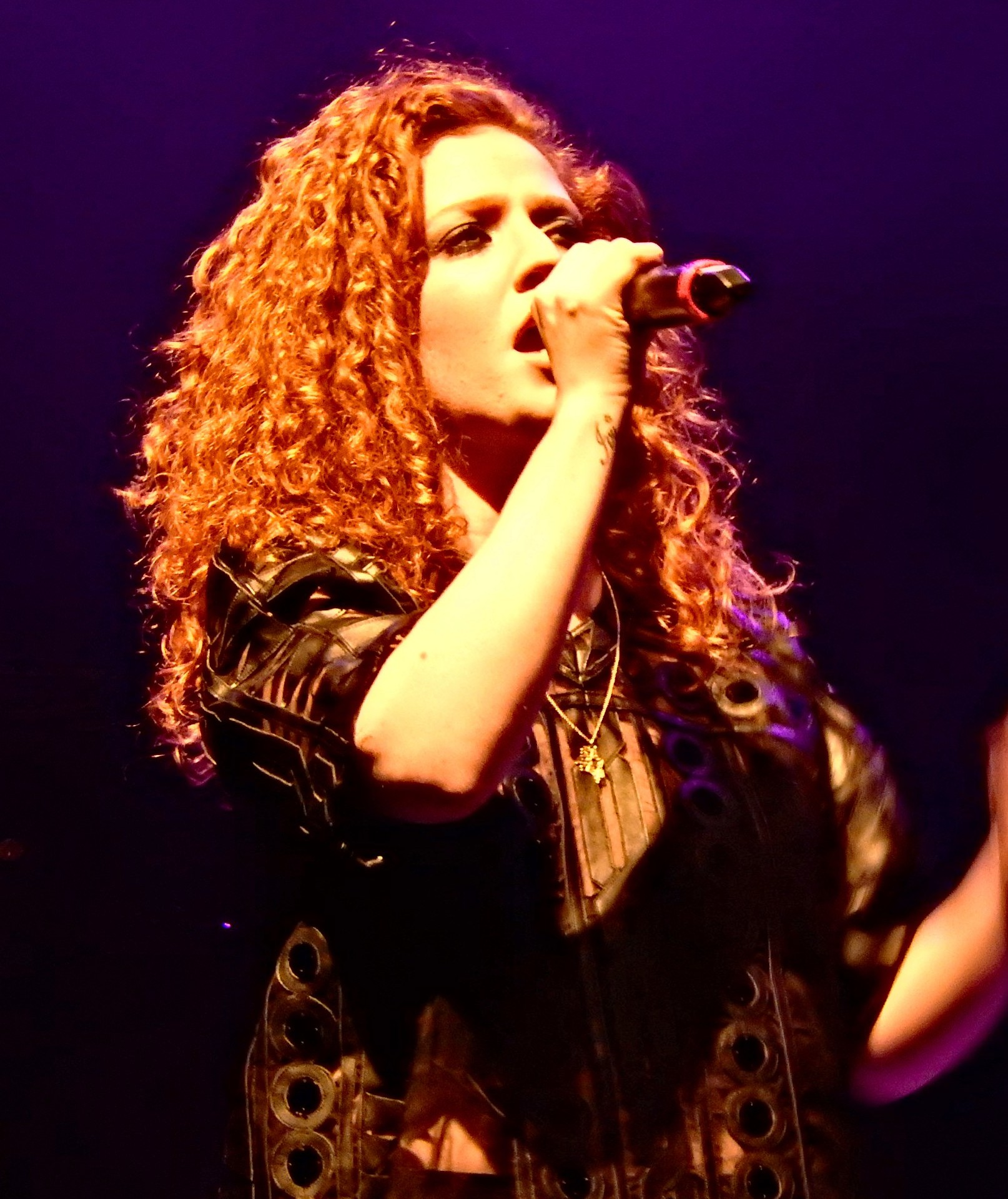
Jess Glynne sul palco dello Shepherds Bush Empire nel 2014.

Nel 2013 viene contattata dal produttore di musica house Route 94, per il quale riscrive e canta una sua canzone, My Love. La canzone è stata inserita nell'album Annie Mac Presents nell'ottobre 2013, dal DJ Annie Mac. Successivamente nel febbraio 2014, Route 94 pubblica il brano come singolo e raggiunge la posizione numero 1 della classifica britannica.
Nello stesso periodo il collettivo elettro-classico Clean Bandit contatta Glynne per collaborare alla canzone Rather Be.
Il brano debutta alla posizione numero 1 in Regno Unito e riceve un successo globale entrando nelle Top10 di 40 classifiche, tra cui alla decima posizione della Billboard Hot 100[12][13]. Inoltre il singolo ha venduto in totale 7,5 milioni di copie (di cui 4 milioni negli Stati Uniti e 2 milioni nel Regno Unito), diviene la canzone con più streaming del 2014 e vince un Grammy Award nella categoria Best Dance Recording.
Rather Be e My Love ricevono varie nomination ai BRIT Awards.
Nel luglio 2014 ha pubblicato il suo primo singolo da solista: si tratta di Right Here, brano deep house prodotto dai Gorgon City, il quale si classifica in vari paesi, fra cui al numero #6 in Regno Unito dove viene certificato d'oro con 400 000 copie vendute. Nel novembre dello stesso anno collabora di nuovo con i Clean Bandit nel singolo Real Love; anch'essa diviene una grande hit, che raggiunge la vetta nelle varie classifiche mondiali, ricevendo la certificazione di platino nel Regno Unito ed Australia.
Nel 2015, collabora con il rapper Tinie Tempah per Not Letting Go che debutta alla prima posizione nel Regno Unito e riceve la certificazione di platino.
Il suo secondo singolo come solista è Hold My Hand, uscito nel marzo 2015, classificatosi per tre settimane in vetta nel Regno Unito. La hit riceve la certificazione di platino sia negli Stati Uniti, in Canada, Australia e nel Regno Unito, vendendo 2,5 milioni di copie nel mondo. Nell'agosto 2015 pubblica il suo primo album I Cry When I Laugh, che vede la collaborazione di Naughty Boy, Talay Riley, Starsmith, Switch, Knox Brown ed Emeli Sandé. Per promuovere l'album intraprende tra fine agosto e settembre un tour di instore e firma copie per l'Europa, (facendo tappa anche in Italia, a Milano) dove esegue anche alcune piccole live session. In questo modo ottiene definitivamente fama internazionale con un notevole successo commerciale per l'album, soprattutto nel Regno Unito dove debutta alla prima posizione e vende più di un milione di copie. L'album raggiunge la Top10 italiana, australiana e irlandese, mentre entra alla posizione 25 della Billboard 200. In concomitanza all'album rilascia l'estratto Don't Be So Hard on Yourself, che entra nelle classifiche di numerosi paesi, tra cui la prima posizione in Regno Unito, Belgio, Paesi Bassi ed Euro Digital Songs, con più di 1,3 milioni di copie vendute.
A settembre del 2015 la cantante inizia il The Ain't Got Far To Go Tour, per promuovere il disco sia in Nord America che in Europa. Pubblica successivamente la ballata Take Me Home, che raggiunge la Top10 di Irlanda, Messico, Regno Unito e Italia, oltre alla classifica generale europea, vendendo 700 000 copie. Il 26 febbraio del 2016 rilascia l'ultimo estratto dall'album Ain't Got Far to Go, che risulta di scarso successo rispetto alle hit precedenti. Nel 2016 inizia il Take Me Home Tour, col quale promuove l'album in Europa, con tappa a Milano dove registra un sold-out con largo anticipo alla discoteca Fabrique.
Nel 2016 le viene conferito il Vanguard Award agli ASCAP Vanguard Awards per il successo commerciale ottenuto grazie a 5 prime posizioni nella classifica dei singoli del Regno Unito, 10 milioni di brani e 1,7 milioni di album venduti nel mondo, che al proprio lavoro di compositrice ed autrice di testi musicali durante il 2015. Ai Silver Clef Award viene riconosciuta con il Best Newcomer Award mentre riceve tre nomination ai BRIT Awards, tra cui British Single of the Year per Hold My Hand.

### 2017 - 2020:Always in Betweene nuove collaborazioni
Successivamente alla conclusione del tour precedente e alla promozione, Jess Glynne inizia a lavorare a nuovi progetti, anche con Ed Sheeran. Tra questi c'è la canzone Woman like Me, che viene successivamente ceduta al gruppo britannico Little Mix per il loro nuovo album LM5. Nel 2018 collabora con i Rudimental, Dan Caplen e Macklemore nel singolo These Days, tornando sulle scene musicali e avendo successo soprattutto in Europa. La collaborazione raggiunge infatti la Top10 di 30 paesi e arriva alla prima posizione in Regno Unito, Europe Official Top 100, Norvegia e Australia, con una vendita complessiva di 3 milioni di copie. Collabora con il rapper Yungen nel brano Mind on It.
Il 4 maggio 2018, Glynne pubblica il singolo I'll Be There, che anticipa il suo secondo album in studio. Il singolo entra nella classifica mondiale dei singoli più venduti e diventa il settimo debutto alla prima posizione nel Regno Unito, vendendo un totale di 4 milioni di copie in tutto il mondo. Il 17 agosto pubblica il singolo All I Am, che anticipa il suo secondo album in uscita ad Ottobre. Il brano ha debuttato alla posizione 34 nella classifica mondiale dei singoli più venduti. Intanto nuovi singoli promozionali e nuovi video vengono rilasciati, come 123 e Thursday, quest'ultima raggiunge la Top10 in Regno Unito, Scozia ed Irlanda.
L'album Always in Between viene rilasciato il 12 ottobre del 2018 e fa ottenere alla cantante la seconda prima posizione nella classifica degli album britannica, mentre globalmente entra in medie posizioni. In Regno Unito viene certificato disco di platino con 300 000 copie.
Nel 2019 intraprende il Always in Between Tour, che fa tappa in tutta Europa, con un'unica tappa italiana a Milano, al Fabrique, dove registra il suo secondo sold out consecutivo in Italia.
Ai BRIT Awards 2019 Jess Glynne ha ricevuto cinque nomination, tra cui il Miglior Singolo Britannico Femminile e il Miglior Singolo Britannico con These Days e I'll Be There.
Viene inoltre annunciato che la cantante sarà l'ospite di apertura del tour di reunion delle Spice Girls a partire da maggio del 2019. Il 24 maggio, data di inizio del tour, viene rilasciato il brano One Touch in collaborazione con Jax Jones. Successivamente, Jess ha duettato con la cantante Raye nel remix ufficiale del brano Love Me Again; mentre nel 2020 realizza una collaborazione con Snakehips, A Boogie Wit Da Hoodie e Davido nel brano Lie For You.

### 2022 - presente: Cambio di etichetta e terzo album in studio
Nel marzo 2022 la cantante ha firmato un contratto manageriale con la statunitense Roc Nation e un contratto discografico con la EMI Records. Il 28 aprile 2023 pubblica il singolo Silly Me, annunciando la pubblicazione del terzo album in studio.

## Stile musicale e influenze
Come ispirazione vocale la cantante cita Frank Ocean, Amy Winehouse, Adele, Sam Cooke, Destiny's Child, Beyoncé, Mariah Carey, Aretha Franklin, India Arie, Whitney Houston e Etta James; come influenza nella scrittura di canzoni menziona rapper come Kendrick Lamar, Jay-Z ed Eminem.
La cantante in un'intervista a Forbes commenta il suo processo di scrittura negli anni precedenti al debutto: «Ho scritto per un periodo molto lungo, sei solo tu che provi a sperimentare generi e suoni differenti. Da quel preciso istante tutto cambia. Il pubblico spesso crede che quando sei in studio di registrazione stai facendo soldi, ciò è falso. Puoi andare in studio come compositore e scrivere milioni di canzoni ma solo una può essere scelta; [...] Le persone non realizzano che puoi fare progetti e investire moltissimo tempo, energie ed amore e molti di questi non diverranno reali. Vedono solo singoli ed album».
La cantante riguardo alla composizione afferma: «Mi ispiro alla vita, la musica mi ha interessata fin dalla più giovane età, scrivere canzoni è la mia terapia. Scrivere i testi e cantare melodie è la cosa che amo di più». Racconta inoltre che si sente «rassicurata» ad essere in grado di parlare delle proprie «insicurezze» attraverso le sue canzoni, perché l'industria musicale può influenzare la fiducia in se stessi e la salute mentale, dichiarando: «L'industria in cui lavoro ti dà moltissime insicurezze e dubbi su te stesso, ed è abbastanza rassicurante sapere che qualcuno oltre a me è in grado di parlarne liberamente».

## Discografia
- 2015 – I Cry When I Laugh
- 2018 – Always in Between
- 2024 – Jess

## Tour
- 2015 – Ain't Got Far to Go Tour
- 2016/2017 – Take Me Home Tour
- 2018/2019 – Always in Between Tour
- 2024 – Jess The Album Tour – Up Close & Personal

## Riconoscimenti
- BRIT Awards
  - 2015 – Candidatura al singolo britannico dell'anno per Rather Be[46]
  - 2015 – Candidatura al singolo britannico dell'anno per My Love[46]
  - 2015 – Candidatura al video britannico dell'anno per My Love[46]
  - 2016 – Candidatura all'artista solista femminile britannica[47]
  - 2016 – Candidatura all' artista rivelazione britannico[47]
  - 2016 – Candidatura al singolo britannico dell'anno per Hold My Hand[47]
  - 2019 – Candidatura all'artista solista femminile britannica[48]
  - 2019 – Candidatura al singolo britannico dell'anno per I'll Be There[48]
  - 2019 – Candidatura al video britannico dell'anno per These Days[48]
- Global Awards
  - 2019 – Candidatura al Mass Appeal Award[49]
  - 2019 – Candidatura alla migliore artista[49]
  - 2019 – Candidatura al miglior artista o gruppo britannico[49]
  - 2019 – Candidatura alla migliore canzone per These Days[49]
  - 2019 – Canzone più ascoltata per These Days[49]
  - 2020 – Candidatura al Mass Appeal Award[50]
- Grammy Awards
  - 2015 – Miglior registrazione dance per Rather Be[2]
- Ivor Novello Awards
  - 2015 – Canzone più ascoltata per Rather Be[51]
  - 2015 – Miglior canzone contemporanea per Rather Be[51]
  - 2016 – Candidatura alla canzone più ascoltata per Hold My Hand[52]
  - 2019 – Canzone più ascoltata per These Days[53]
- MTV Europe Music Awards
  - 2015 – Candidatura al miglior artista rivelazione[54]
  - 2015 – Candidatura al miglior artista MTV Push[54]
  - 2015 – Candidatura al miglior artista UK e Irlanda[54]
  - 2016 – Candidatura al miglior artista MTV World Stage[55]